# AEW World Championship
AEW World Championship – światowy tytuł mistrzowski profesjonalnego wrestlingu stworzony i promowany przez amerykańską federację All Elite Wrestling (AEW). Jest to również główne mistrzostwo federacji. Inauguracyjnym mistrzem był Chris Jericho.

## Historia
25 maja 2019, podczas pierwszej gali pay-per-view AEW Double or Noting, ogłoszono mistrzostwo świata, którym było AEW World Championship. Weteran wrestlingu, Bret Hart zaprezentował pas mistrzowski. Podczas gali wyłoniono pretendentów do tytułu, a byli to Adam Page, który wygrał Casino Battle Royal i Chris Jericho, który pokonał Kenny’ego Omegę. Skutkowało to walką pomiędzy nimi na gali All Out, z której Jericho wyszedł zwycięsko, zostając mistrzem inauguracyjnym.
Dzień po wygraniu mistrzostwa, Chris Jericho zgłosił kradzież pasa tytułowego z jego limuzyny. 4 września pas został znaleziony.

### "Real World Championship"
CM Punk powrócił do AEW na debiutancki odcinek Collision 17 czerwca 2023 r. Podczas swojego promo trzymał czerwoną torbę, którą opisał jako zawierającą „coś, czego nigdy nie stracił”. W następnym miesiącu, Punk ujawnił zawartość torby, w której miał znajdować się pas mistrzowski świata AEW, który zdobył podczas gali All Out 2022. Później nazwał siebie „prawdziwym mistrzem świata”, ponieważ nigdy nie został pokonany w walce o tytuł, a następnie malował sprayem czarny X na środkowej płycie (X jest symbolem, którego Punk używał przez całą swoją karierę w odniesieniu do swojego stylu życia straight edge). Chociaż „Real World Championship” Punka nie zostało oficjalnie uznane przez AEW, Punk bronił tytułu w programach AEW. Jednak po incydencie za kulisami gali All In 27 sierpnia, kontrakt Punka został rozwiązany, a następnie perspektywa „Real World Championship” została odpuszczona ze strony kreatywnej.

## Wygląd pasa
Standardowy pas AEW World Championship ma pięć płytek na czarnym skórzanym pasku, a płytki są srebrne i złote. Na dużej płycie środkowej wyraźnie widać reliefowe logo AEW pośrodku i rombowy kontur za logo. Nad logo znajduje się baner z napisem „WORLD”, natomiast pod logo znajduje się kolejny baner z napisem „CHAMPION”. Na końcu każdego z tych banerów znajdują się części globu. Poniżej dolnego banera znajduje się tabliczka znamionowa, na której znajduje się imię i nazwisko panującego mistrza. Filigran wypełnia pozostałą część płytki. Dwie wewnętrzne płyty boczne są wysokie i wąskie. Pierwotnie wewnętrzne tabliczki boczne miały pośrodku logo AEW, natomiast nad i pod tym logo znajdowały się dwie połówki globu. Dwie zewnętrzne płyty boczne były podobne do wewnętrznych, ale nieco mniejsze. Projekt pasa został zainspirowany pasem Mid-South North American Heavyweight Championship, a firma AEW chciała, aby jego projekt był znacząco podobny do tego pasa. Został stworzony przez znanego producenta pasów mistrzowskich w wrestlingu Dave’a Millicana.
Po tym, jak Samoa Joe zdobył mistrzostwo na Worlds End 30 grudnia 2023 roku, porzucił niestandardowy pas MJF-a i przywrócił standardowy pas mistrzowski na Dynamite: Homecoming 10 stycznia 2024 roku, ale z niewielką zmianą w wewnętrznych płytach bocznych; pozostałe płyty pozostały niezmienione. Wewnętrzne płyty boczne zostały zaktualizowane o zdejmowaną sekcję środkową, na której można umieścić logo panującego mistrza (podobnie jak pasy mistrzowskie WWE); domyślne płyty boczne składają się z globów, a logo AEW znajduje się nad i pod zdejmowaną częścią.

### Niestandardowy wygląd pasa
30 listopada 2022 roku na odcinku Dynamite, panujący mistrz MJF, który właśnie zdobył tytuł na Full Gear 19 listopada, odrzucił standardowy pas AEW World Championship, nazywając go śmieciowym, i zaprezentował własną niestandardową wersję, którą nazwał „Big Burberry Belt” lub w skrócie Triple-B. Ma dokładnie taką samą konstrukcję jak standardowy pasek; jednak skórzany pasek jest brązowy i ma wzór w kratkę będący znakiem towarowym Burberry, aby pasował do charakterystycznego szalika Burberry MJF-a.

## Panowania
Na stan 13 lipca 2025, tytuł posiadało 8 wrestlerów, a Jon Moxley jest jedyną osobą który posiadał tytuł czterokrotnie. Pierwszym z nich był Chris Jericho. Najkrótszym panowaniem było drugie panowanie CM Punka które trwało 3 dni, w przeciwieństwie do MJF-a, który szczyci się rekordem najdłuższego panowania z 406 dniami. Jericho to najstarszy mistrz, zdobywając tytuł w wieku 48 lat. MJF wygrał mistrzostwo w wieku 26 lat, będąc najmłodszym posiadaczem tytułu mistrzowskiego.
Obecnym mistrzem jest "Hangman" Adam Page, który jest w swoim drugim panowaniu. Pokonał poprzedniego mistrza Jona Moxleya w Texas Deathmatchu na All In, 12 lipca 2025.
| Nr        | Ogólny numer panowania                                       |
| Panowanie | Liczba panowań konkretnego mistrza                           |
| Dni       | Liczba dni panowania                                         |
| +         | Oznacza, że liczba dni w posiadaniu wzrasta z kolejnym dniem |

| Nr | Mistrz              | Zmiana mistrza            | Zmiana mistrza             | Zmiana mistrza      | Statystyki panowania | Statystyki panowania | Notka | Odn.   |
| Nr | Mistrz              | Data                      | Gala                       | Miejsce             | Panowanie            | Dni                  | Notka | Odn.   |
| -- | ------------------- | ------------------------- | -------------------------- | ------------------- | -------------------- | -------------------- | --- | ------ |
| 1  | Chris Jericho       | 31 sierpnia 2019(dts)     | All Out                    | Hoffman Estates, IL | 1                    | 182                  | Pokonał Adama Page’a stając się inauguracyjnym mistrzem. | [ 13 ] |
| 2  | Jon Moxley          | 29 lutego 2020(dts)       | Revolution                 | Chicago, IL         | 1                    | 277                  | | [ 14 ] |
| 3  | Kenny Omega         | 2 grudnia 2020(dts)       | Dynamite: Winter Is Coming | Jacksonville, FL    | 1                    | 346                  | | [ 15 ] |
| 4  | "Hangman" Adam Page | 13 listopada 2021(dts)    | Full Gear                  | Minneapolis, MN     | 1                    | 197                  | | [ 16 ] |
| 5  | CM Punk             | 29 maja 2022(dts)         | Double or Nothing          | Paradise, NV        | 1                    | 87                   | | [ 17 ] |
| —  | Jon Moxley          | 26 czerwca 2022(dts)      | Forbidden Door             | Chicago, IL         | —                    | 59                   | Główny mistrz CM Punk pierwotnie miał bronić tytułu przeciwko Hiroshiemu Tanahashiemu podczas tej gali, ale został wycofany z powodu kontuzji wymagającej operacji. Moxley pokonał Tanahashiego w finale turnieju i został tymczasowym mistrzem. | [ 18 ] |
| 6  | Jon Moxley          | 24 sierpnia 2022(dts)     | Dynamite                   | Cleveland, OH       | 2                    | 11                   | Pokonał głównego mistrza CM Punka aby wyłonić niekwestionowanego mistrza. | [ 19 ] |
| 7  | CM Punk             | 4 września 2022(dts)      | All Out                    | Hoffman Estates, IL | 2                    | 3                    | | [ 20 ] |
| —  | Wakat               | 7 września 2022(dts)      | Dynamite                   | Buffalo, NY         | —                    | —                    | CM Punk został pozbawiony tytułu przez prezesa AEW Tony’ego Khana z powodu autentycznej fizycznej sprzeczki za kulisami, która nastąpiła po konferencji prasowej po gali pay-per-view All Out.                                                   | [ 21 ] |
| 8  | Jon Moxley          | 21 września 2022(dts)     | Dynamite: Grand Slam       | Queens, NY          | 3                    | 59                   | Pokonał Bryana Danielsona w finale turnieju o zwakowany tytuł. | [ 22 ] |
| 9  | MJF                 | 19 listopada 2022(dts)    | Full Gear                  | Newark, NJ          | 1                    | 406                  | | [ 23 ] |
| 10 | Samoa Joe           | 30 grudnia 2023(dts)      | Worlds End                 | Uniondale, NY       | 1                    | 113                  | | [ 24 ] |
| 11 | Swerve Strickland   | 21 kwietnia 2024(dts)     | Dynasty                    | Saint Louis, MO     | 1                    | 126                  | | [ 25 ] |
| 12 | Bryan Danielson     | 25 sierpnia 2024(dts)     | All In                     | Londyn, Anglia      | 1                    | 48                   | Był to Title vs. Career match. | [ 26 ] |
| 13 | Jon Moxley          | 12 października 2024(dts) | WrestleDream               | Tacoma, WA          | 4                    | 273                  | | [ 27 ] |
| 14 | "Hangman" Adam Page | 12 lipca 2025(dts)        | All In                     | Arlington, TX       | 2                    | 1+                   | Był to Texas Deathmatch. | [ 12 ] |

## Łączna liczba panowań
Stan na 13 lipca 2025
| † | Oznacza obecnego mistrza |

| Miejsce | Mistrz                | Liczba panowań | Łączna liczba dni |
| ------- | --------------------- | -------------- | ----------------- |
| 1       | Jon Moxley            | 4              | 620               |
| 2       | MJF                   | 1              | 406               |
| 3       | Kenny Omega           | 1              | 346               |
| 4       | "Hangman" Adam Page † | 2              | 198+              |
| 5       | Chris Jericho         | 1              | 182               |
| 6       | Swerve Strickland     | 1              | 126               |
| 7       | Samoa Joe             | 1              | 113               |
| 8       | CM Punk               | 2              | 90                |
| 9       | Bryan Danielson       | 1              | 48                |